# Антиох VI Дионисий
Антиох VI Епифан Дионисий (гр. Αντίοχος ο Επιφανής Διόνυσος) е владетел на Сирийското царство от династията на Селевкидите, син на Александър I Балас и Клеопатра Теа.
Издигнат е за цар от военачалника Диодот Трифон, който се противопоставя на Деметрий II Никатор. Понеже Антиох VI е малолетен, той управлява само формално от 145 пр.н.е. до 142 пр.н.е., когато е детрониран от своя покровител Диодот Трифон, който узурпира властта. Умира през 138 пр.н.е. при неопределени обстоятелства.